# Лю, Шаоанг
Шаоанг Лю (венг. Liu Shaoang, кит. упр. 刘少昂, род. 13 марта 1998 года в Будапеште) — китайский шорт-трекист венгерского происхождения, 2-кратный олимпийский чемпион 2018 и 2022 годов, 2-кратный бронзовый призёр олимпийских игр, 8-кратный чемпион и 8-кратный призёр чемпионатов мира, 3-кратный чемпион и 10-кратный призёр чемпионатов Европы, обладатель Кубка мира на дистанции 1000 м.

## Биография
Шаоанг Лю родился в семье отца-китайца и матери-венгерки в Будапеште, где и начал кататься на коньках в 2005 году, в возрасте 6 лет. Он, как и его брат Шаолинь Шандор Лю провёл много времени в Китае и свободно говорит на севернокитайском языке с ярко выраженным акцентом северо-восточного Китая. Когда ему было 8 лет родители привезли их вместе с братом в Китай, где они долго тренировались в провинции Цзилинь, оттачивая свои навыки катания на коньках.
Впервые Шаоанг появился на международных состязаниях на чемпионате мира среди юниоров 2014 года в Эрзуруме. Там он выиграл серебряную медаль в эстафете на дистанции 3000 метров. Через год на чемпионате Европы в Дордрехте и на чемпионате мира в Москве завоевал серебряные медали  в составе эстафетной команды.
На чемпионате Европы в Сочи 2016 году он выиграл вновь серебряную медаль в эстафете. В марте того года на чемпионате мира в Сеуле Шаоанг выиграл две личные награды, в беге на 500 м выиграл бронзу и на 1500 м завоевал серебро. На чемпионате мира 2017 года в Роттердаме он выиграл бронзовую медаль в эстафете и серебряную медаль на дистанции 1000 метров. В том же году стал обладателем Кубка мира на дистанции 1000 м.
В январе 2018 года на чемпионате Европы в Дрездене он завоевал бронзовую медаль в эстафете, а в феврале на зимних Олимпийских играх в Пхёнчхане Лю выиграл в эстафетном забеге золотую олимпийскую медаль. На чемпионате Европы 2019 года в Дордрехте он выиграл на дистанции 500 м, в многоборье завоевал серебряную медаль, а в составе эстафеты — золотую медаль.
На чемпионате Европы в Дебрецене в начале 2020 года Шаоанг завоевал золотую медаль на дистанции 1500 м, две серебряные в забегах на 500 и 1000 м и выиграл серебряную медаль в общем зачёте многоборья. В марте 2021 года он впервые выиграл золотую медаль в беге на 500 м на чемпионате мира в Дордрехте, затем взял серебряную медаль на дистанции 1000 м и выиграл чемпионат в абсолютном зачёте.
На XXIV зимних Олимпийских играх в феврале 2022 года в Пекине, в первый день соревнований 5 февраля 2022 года в составе смешанной эстафетной команды завоевал бронзовую олимпийскую медаль. Через два дня на дистанции 1000 метров стал бронзовым призёром. 13 февраля 2022 года Лю стал олимпийским чемпионом на дистанции 500 метров.
Через два месяца на чемпионате мира в Монреале Шаоанг Лю завоевал 4 золотые медали и стал повторно абсолютным чемпионом мира. В августе 2022 года братья Лю запросили согласие Венгерской национальной ассоциации конькобежцев о смене страны и объявили, что будут готовиться к сезону в Китае, вслед за своим китайским тренером Линой Чжан, покинувшей сборную Венгрии.
В декабре Венгерская федерация конькобежного спорта урегулировала все вопросы и официально разрешила братьям Лю уехать из страны. Уже в феврале 2023 года они натурализовались и получили гражданство Китая, поселившись в городе Тяньцзинь, где учился их отец до приезда в Венгрию в 90-х. Также они стали выступать за команду Тяньцзиня.
В апреле 2023 года впервые принял участие вместе с братом на чемпионате Китая и сразу попал в призы. В сезоне 2023/24 Шаоанг дебютировал в составе национальной сборной Китая на Кубке мира и уже на первых двух этапах в Монреале выиграл золотые медали на дистанции 500 м, в мужской эстафете и дважды в смешанной эстафете.
В декабре 2023 года на этапе в Пекине выиграл забег на 1000 м, занял 2-е место в смешанной эстафете и 3-е в мужской эстафете. В марте 2024 года на чемпионате мира в Роттердаме одержал вместе с командой победы в обеих эстафетах, а в беге на 500 м занял 6-е место.
На чемпионате мира 2025 года в Пекине Лю стал бронзовым призёром на дистанции 1500 метров. 

## Победы на Кубке мира
| Номер | Дата            | Место               | Дисциплина |
| ----- | --------------- | ------------------- | ---------- |
| 1.    | 11 декабря 2017 | Шанхай, Китай       | 1000 м     |
| 2.    | 4 ноября 2018   | Калгари, Канада     | 1000 м     |
| 3.    | 8 декабря 2018  | Алма-Ата, Казахстан | 1000 м     |
| 4.    | 1 декабря 2019  | Нагоя, Япония       | 500 м      |